# Aphaenogaster faureli
Aphaenogaster faureli is een mierensoort uit de onderfamilie van de Myrmicinae. De wetenschappelijke naam van de soort is voor het eerst geldig gepubliceerd in 1969 door Cagniant.